# Bruno Dietrich
Bruno Dietrich (* 3. April 1939 in Düsseldorf) ist ein deutscher Schauspieler.

## Leben
Bruno Dietrichs Mutter war Helga Dietrich, geborene Jenssen, sein Vater der Kaufmann Erich Dietrich. Nach dem Gymnasium absolvierte Bruno Dietrich die Max-Reinhardt-Schule für Schauspiel in Berlin. Er gab sein Debüt als Theaterschauspieler 1958 als Masham in Das Glas Wasser an der Pikkolokomödie in Wuppertal. Dietrich gastierte unter anderem am Stadttheater Bern, an den Hamburger Kammerspielen und am Thalia Theater in Hamburg. Außerdem unternahm er zahlreiche Tourneen. Zu seinen Rollen gehörten Valère in Der Geizige, Mick in Der Hausmeister, Edmund in Eines langen Tages Reise in die Nacht und Tom in Die Glasmenagerie. 
Zwischen 1962 und 2001 war Dietrich regelmäßig als Schauspieler, vermittelt von der auch Elmar Wepper betreuenden Agentur Alexander in München, im Fernsehen und in Filmen zu sehen. Für seine Darstellung des Manfred in Ulrich Schamonis Film Es erhielt er 1966 ein Filmband in Gold (im Rahmen des damaligen Bundesfilmpreises) als bester Nachwuchsschauspieler. Dietrich wirkte in mehreren Fernsehserien mit. In der 13-teiligen Serie um den Fußballer Manni, der Libero stellte er den Trainer Horst Fritsche dar, in der Arztserie Praxis Bülowbogen hatte er eine Dauerrolle als Dr. Georg Maerker.

## Filmografie (Auswahl)
- 1962: Golden Boy
- 1962: Die Revolution entläßt ihre Kinder (Fernsehspiel-Serie)
- 1962: 90 Minuten nach Mitternacht
- 1963: Schlachtvieh
- 1963: Detective Story – Polizeirevier 21
- 1963: Hafenpolizei (Fernsehserie, Folge: Die Ausbrecher)
- 1963: Mein Bruder Alf
- 1964: Die Tote von Beverly Hills
- 1965: Die Gegenprobe
- 1965: Die Herren
- 1965: Es
- 1965: Willkommen in Altamont
- 1966: Guten Abend, Mrs. Sunshine
- 1967: Unbezähmbare Angélique (Indomptable Angélique)
- 1967: Angélique und der Sultan (Angélique et le sultan)
- 1968: Das Kriminalmuseum (Fernsehserie, Folge: Der Bohrer)
- 1968: Staatsexamen
- 1968: So eine Liebe
- 1969: Kamasutra – Vollendung der Liebe
- 1970: Detektivbüro Argusauge (Les enquêteurs associés, Fernsehserie, 13 Folgen)
- 1970: Die Journalistin (Fernsehserie, Folge: Der erste Sonntag im August)
- 1970: Merkwürdige Geschichten (Fernsehserie, Folge: Ein Anruf aus dem Jenseits)
- 1971: Das Feuerwerk
- 1971: Paul Temple (Fernsehserie, Folge: Seltsame Faschingsspiele)
- 1971: Unser Willi ist der Beste
- 1972: Sohn gegen Vater
- 1972: Hamburg Transit (Fernsehserie, eine Folge)
- 1973: Algebra um acht (Fernsehserie, eine Folge)
- 1974: Spiel im Morgengrauen (La dernière carte)
- 1974: Der kleine Doktor (Fernsehserie, eine Folge)
- 1974: Die Buchholzens (Fernsehserie, 7 Folgen)
- 1974: Derrick – Stiftungsfest
- 1975: Mit Rose und Revolver (Les Brigades du Tigre, Fernsehserie, eine Folge)
- 1975: Abschiedsparty
- 1975: Der Kommissar (Fernsehserie, eine Folge)
- 1976: Margarete in Aix
- 1977: MS Franziska (Fernsehserie)
- 1978: Spannende Geschichten (Fernsehserie, eine Folge)
- 1978: Gesucht wird … (Fernsehserie, eine Folge)
- 1978: Der Alte – Die Sträflingsfrau
- 1978: Derrick – Der Fotograf
- 1979: Der Alte - Die Lüge
- 1979: Steiner – Das Eiserne Kreuz, 2. Teil
- 1979: Miss (Fernsehserie, eine Folge)
- 1980: Derrick – Zeuge Yurovski
- 1981: I. O. B. – Spezialauftrag (Fernsehserie, eine Folge)
- 1981: Die Laurents (Fernsehserie, zwei Folgen)
- 1982: Manni, der Libero (Fernsehserie)
- 1984: Das Ufer (Bereg)
- 1985: Es muß nicht immer Mord sein (Fernsehserie, eine Folge)
- 1985: Bereit zum Mord
- 1986: Der Alte – Der Mord auf Zimmer 49
- 1987–1996: Praxis Bülowbogen (Fernsehserie)
- 1988: Game, Set, Match (Mexico Set: Part 4)
- 1989: Drei Damen vom Grill (Fernsehserie, eine Folge)
- 1990: Zweifelhafte Mitgift (The Price of the Bride)
- 1992: Karriere mit Elefanten (Fernsehserie)
- 1993: Ein Mann am Zug (Fernsehserie)
- 1996: Das Traumschiff – Sydney
- 1997: Küstenwache – Gift
- 1999: SOKO München – Blutige Spur
- 1999: Die Strandclique – Hein darf nicht sterben
- 1999: Die Todesfahrt der MS SeaStar
- 2001: Club der starken Frauen - Die rote Meile – Julia und Romeo